# Elman Nasirov
Pour les articles homonymes, voir Nasirov.
Elman Nasirov est un homme politique azerbaïdjanais, membre des Ve et VIe législatures de l'Assemblée nationale d'Azerbaïdjan.

## Biographie
Elman Nasirov est né le 23 mai 1968 dans le village de Tezekand du district de Calilabad.
Il est diplômé de la faculté d'histoire de l'Université d'État de Bakou. Il parle anglais et russe. Il est l'auteur de 9 livres, de plus de 100 articles scientifiques et de 6 supports didactiques et méthodiques.

## Carrière
Depuis 2014, Elman Nasirov est directeur de l'Institut d'études politiques de l'Académie d'administration publique a sous la présidence de la République d'Azerbaïdjan.
Il est membre du Comité des droits de l'homme de l'Assemblée nationale, le Comité des relations internationales et des relations interparlementaires. Il est membre de groupes de travail sur les relations avec les parlements de la République fédérale d'Allemagne, de la Biélorussie, de la Chine, de la France, de l'Indonésie, du Kazakhstan, de la Lettonie, du Luxembourg, de la Hongrie, de l'Ouzbékistan, du Pakistan, de la Macédoine du Nord, de la Turquie, de l'Ukraine et de la Russie.
Il est membre de la commission de coopération parlementaire Union européenne-Azerbaïdjan.

## Famille
Il est marié et a trois enfants.

## Prix
- Médaille de Taraggui[2]